# Carlos Cornes
Pour les articles homonymes, voir Cornes.
Carlos Cornes Ribadas, né le 29 avril 1989 à Saint-Jacques-de-Compostelle, est un joueur professionnel de squash représentant l'Espagne. Il atteint en octobre 2020 la 67e place mondiale sur le circuit international, son meilleur classement. Il se retire du circuit professionnel en novembre 2020.

## Biographie
Il participe aux championnats du monde 2015 s'inclinant au premier tour face à Campbell Grayson. Après sa retraite de joueur en novembre 2020, il devient directeur du squash au Hong Kong Football Club,.

## Palmarès

### Finales
- Championnats d'Europe par équipes : 2019